# Kōtoku Tennō
Kōtoku Tennō (孝徳天皇?) (22 d'abril de 596 - 24 de novembre de 654) va ser el 36º emperador de Japó, segons l'ordre tradicional de successió. Va regnar entre 645 i 654. Abans de ser ascendit al Tron de Crisantem, el seu nom personal (imina) era Príncep Imperial Karu (Karu-shinnō), també conegut com Ame-Yorozu Toyo-hi.

## Genealogia
Va ser descendent de Bidatsu Tennō, i fill del Príncep Chinu i de la Princesa Kibihime. L'Emperadriu Kōgyoku va ser la seva germana gran de part dels dos pares. El Príncep Chinu va ser fill del Príncep Oshisaka-hikohito-no-Ōe, el pare del qual va ser l'Emperador Bidatsu.
Va tenir tres consorts, incloent la seva Emperadriu, la Princesa Hashihito (Hashihito no Himemiko), filla de Jomei Tennō i la seva germana l'Emperadriu Kōgyoku.
- Abe no Otarashi-hime, filla d'Abe no Kurahashi-maro
  - Príncep Arima (640 – 658)
- Saga no Chi-no-iratsume, filla de Soga no Kura-no-Yamada no Ishikawa-no-maro

## Biografia
Va ascendir al tron en 645, dos dies després que el Príncep Naka no Ōe (futur Emperador Tenji) assassinés a Soga no Iruka, a la cort de l'Emperadriu Kōgyoku. L'emperadriu va pensar a abdicar el tron a favor del seu fill i príncep de la corona, el Príncep Naka no Ōe, però per comanda d'aquest va decidir que el Príncep Karu fos ascendit al tron. Així pren el nom d'Emperador Kōtoku a l'edat de 49 anys.
Segons el Nihon Shoki, va ser una persona gentil i recolzava el budisme.
En 645, va crear una nova ciutat anomenat Naniwa (avui dia coneguda com Osaka), i va traslladar la capital des de la província de Yamato cap a aquesta nova ciutat. La nova capital tenia un port marítim i era apte per al comerç exterior i les activitats diplomàtiques. També en aquest mateix any va promulgar la Reforma Taika. Va establir el sistema hasshō kyakkan (vuit ministeris i cent càrrecs).
El 653, l'emperador va enviar una missió diplomàtica a la dinastia Tang, però no tots els vaixells arribaren a la Xina a causa d'un naufragi.
Durant el regnat de l'Emperador Kōtoku, el Príncep Naka no Ōe va ser el líder de facto del govern. El 653, va proposar traslladar novament la capital a la província de Yamato, però l'emperador es va negar. El príncep va ignorar l'ordre i va traslladar la capital, en aquesta acció molts cortesans i lleials a la cort, incloent l'Emperadriu Hashihito ho van seguir. L'emperador va ser abandonat al palau de Naniwa i va morir l'any següent a causa d'una malaltia.
Després de la seva mort, el Príncep Naka no Ōe no va voler ascendir al tron, i va demanar a la seva mare, l'antiga Emperadriu Kōgyoku que regentés el tron amb el nom d'Emperadriu Saimei.

## Kugyō
Kugyō és el terme col·lectiu per als personatges més poderosos i directament lligats al servei de l'emperador del Japó anterior a la restauració Meiji. Eren cortesans hereditaris l'experiència i el prestigi dels quals els havia portat al capdamunt de l'escalafó cortesà.
- Sadaijin: Abe no Kurahashi-maro[5]
- Sadaijin: Kose Toko no Ō-omi[5]
- Udaijin: Soga no Kura-no-Yamada no Ishikawa-no-maro[5]
- Udaijin: Ōtom Nagatoko no Muraji[5]
- Nadaijin: Nakatomi Kamako no Muraji[5]
- Dainagon:

## Eres
- Taika (645 – 650)
- Hakuchi (650 – 655)